# Drama (Gemeinde)
Drama (griechisch Δράμα [ˈðrama] (f. sg.)) ist seit 2011 eine Gemeinde der nordgriechischen Region Ostmakedonien und Thrakien. Sie ist in zwei Gemeindebezirke untergliedert. Verwaltungssitz ist die gleichnamige Stadt Drama.

## Lage
Die Gemeinde Drama liegt im Westen der Region Ostmakedonien und Thrakien. Sie grenzt im Norden an Bulgarien. Benachbarte Gemeinden sind im Osten Paranesti, im Süden Doxato sowie im Westen Prosotsani und Nevrokopi.

## Verwaltungsgliederung
Bereits 1912 wurde eine Gemeinde Drama gegründet, diese entsprach ungefähr dem Gebietszuschnitt des heutigen Stadtbezirks Drama (Δημοτική Κοινότητα Δράμας Dimotií Enótita Drámas). Diese Gemeinde wurde im Zuge der Gebietsreform 1997 mit elf Landgemeinden und dem Dorf Nikotsaras der damaligen Landgemeinde Argyroupoli vereinigt.
Die heutige Gemeinde Drama wurde anlässlich der Verwaltungsreform 2010 aus dem Zusammenschluss der ehemaligen Gemeinde Drama mit der Landgemeinde Sideronero gebildet.
| Gemeindebezirk | griechischer Name            | Code   | Fläche (km²) | Einwohner 2011 | Stadtbezirke / Ortsgemeinschaften (Δημοτική / Τοπική Κοινότητα)                                                                                       | Lage |
| -------------- | ---------------------------- | ------ | ------------ | -------------- | --- | ---- |
| Drama          | Δημοτική Ενότητα Δράμας      | 020101 | 488,359      | 58.532         | Drama, Kallifytos, Kalos Agros, Koudounia, Livadero, Makrypalgio, Mavrovatos, Mikrochori, Monastiraki, Mylopotamos, Nikotsaras, Xiropotamos, Choristi |      |
| Sidironero     | Δημοτική Ενότητα Σιδηρονέρου | 020102 | 351,492      | 00412          | Sidironero, Skaloti |      |
| Gesamt         | Gesamt                       | 0201   | 839,851      | 58.944         | |      |